# Friedrich Ludwig Benda
Friedrich Ludwig Benda (Gotha, 4 settembre 1746 – Königsberg, 27 marzo 1792) è stato un direttore d'orchestra, compositore e violinista tedesco.
È stato direttore di orchestra a Gotha, Mecklemburg e Königsberg. Ha scritto le opere Der Barbier von Siviglia, Die Verlobung e Louise, oltre alcune operette. Era figlio del compositore Joseph Benda.

## Opere
- Der Barbier von Siviglia secondo libretto di Friedrich Wilhelm Großmann, singspiel in 4 atti, 1776.
- Der Tempel der Wahrheit con libretto di Friedrich Ludwig Wilhelm Meyer, 1780.
- Die Verlobung, libretto di Friedrich Ernst Jester, singspiel, 1790.
- Louise secondo libretto di Friedrich Ernst Jester, singspiel in 3 atti, 1791 in Königsberg.
- Mariechen con libretto di Friedrich Ernst Jester, singspiel in 3 atti, 1792 in Königsberg.